# Anna van Westerstee Beek
Anna Beek nascuda com Anna van Westerstee (25 novembre 1657, La Haia - posterior a l'octubre 1717, La Haia), va ser una editora holandesa de mapes.
La majoria dels mapes que va produir són urbans i de camps de batalla, els quals eran realitzats com a base per campanyes navals i moviments de tropa del terra. La Guerra de la Successió espanyola va començar al1701 i la majoria dels mapes que va vendre va ser en aquests moments excepcionals, ja que proporcionaven notícies sobre els esdeveniments en temps real.
Va casar-se amb l'editor i comerciant d'art Barent Beek al 1678, però després d'un matrimoni de 15 anys i tenint set nens junts, el seu cònjuge la va abandonar. Més tard es van divorciar i els tribunals locals li van donar a Anna Beek el control del negoci familiar. De llavors ençà, almenys des de 1697, va tornar a fer servir el seu cognom de soltera Van Waterstee. Algunes fonts de referència també consideren que va ser la gravadora d'alguns dels treballs que va publicar.
Trenta dels mapes produïts per Beek formen part de les col·leccions de Geografia i Mapes de la Biblioteca del Congrés dels EUA.